# Moersdorf
Moersdorf (luxemburgisch Méischdrefⓘ) ist ein Ortsteil der Gemeinde Rosport-Mompach, Kanton Echternach im Großherzogtum Luxemburg.

## Lage
Moersdorf liegt direkt an der Sauer und damit auch an der deutsch-luxemburgischen Grenze. Die Nationalstraße 10 durchquert den Ort. Auf deutscher Seite der Sauer liegt direkt gegenüber von Moersdorf der Ort Metzdorf. Beide Orte sind über eine Fußgängerbrücke miteinander verbunden. Nächster Nachbarort auf luxemburgischer Seite ist Givenich.

## Geschichte
Bereits zur Zeit der Kelten und Franken wohnten um Moersdorf bereits Menschen, was durch archäologische Grabungen belegt ist.
Die älteste Moersdorf erwähnende Urkunde datiert im 13. Jahrhundert (dort steht Mersdorph). Von dieser Zeit an bis zur Franzosenzeit hatten die Trierer Reichsabtei St. Maximin und die Reichsabtei Echternach Besitzungen im Dorf. 1248 wurde der Ort Murstorff geschrieben.
Bis zum 31. Dezember 2017 gehörte Moersdorf zur Gemeinde Mompach; seit dem 1. Januar 2018 gehört es zur Gemeinde Rosport-Mompach, die durch Fusion dieser beiden Gemeinden entstanden ist.

## Sehenswürdigkeiten
Sehenswürdigkeit ist die Pfarrkirche St. Martin. Der romanische Turm stammt noch aus dem 11./12. Jahrhundert. Das Kirchenschiff wurde 1852 nach Plänen von Antoine Hartmann erbaut.